# Alex Lau
Alex Lau Tsz-Kwan (* 5. Februar 1996 in Hongkong) ist ein Hongkonger Squashspieler.

## Karriere
Alex Lau begann seine professionelle Karriere in der Saison 2015 und gewann bislang sechs Titel auf der PSA World Tour. Seine höchste Platzierung in der Weltrangliste erreichte er mit Position 40 am 27. November 2023. Mit der Hongkonger Nationalmannschaft wurde er 2018 Asienmeister. 2022 gewann er die Hongkonger Meisterschaften. Bei den 2023 ausgetragenen Asienspielen 2022 in Hangzhou gewann er mit der Mannschaft die Bronzemedaille. Im Einzel schied er im Viertelfinale aus. Kurz darauf verteidigte er seinen Landesmeistertitel vom Vorjahr. Lau gehörte zum Hongkonger Kader bei den Weltmeisterschaften 2023 und 2024. Im Juni 2025 wurde er nach einem Finalerfolg gegen Abdulla Mohd Al Tamimi in drei Sätzen Asienmeister.

## Erfolge
- Asienmeister: 2025
- Asienmeister mit der Mannschaft: 2018
- Gewonnene PSA-Titel: 6
- Asienspiele: 1 × Bronze (Mannschaft 2022)
- Hongkonger Meister: 2022, 2023